# Okcitanci
Okcitanci (okcitanski: Ja Occitans) su autohtona romanska etnička skupina, podrijetlom iz južne Francuske. Pretežito su koncentrirani u Oksitaniji. Okcitanski jezik se još uvijek koristi, a procjene se kreću od 100.000 do 800.000 govornika; dijalekati okcitanskog se priznaju kao službeni jezik u Kataloniji (Španjolska).
Okcitanci, koji su u srednjem vijeku razvili vlastitu kulturu i jezik, su od 13. do 17. stoljeća bili izloženi postupnom inkorporiranju i asimiliranju u francusku političku, a potom kulturnu maticu. Nakon što je lokalna aristokracija prihvatila francuski na štetu okcitanskog, on je ostao u domeni seoskog stanovništva, a napori francuskih republikanskih vlasti da se iskorijeni su djelomično urodili plodom u 20. stoljeću pa ga danas govori relativno malo ljudi, a još manje se u etničkom ili nacionalnom smislu identificiraju kao Okcitanci.
Okcitance danas zastupa regionalistička politička stranka "Partit Occitan" koja se zalaže za regionalnu autonomiju Okcitanije u okviru Francuske, iako na izborima nije imala uspjeha osim osvajanja vlasti u nekoliko manjih mjesta.